# Wabasso Patera
La Wabasso Patera è una struttura geologica della superficie di Io.